# Lijst van beelden in Vlissingen
Dit is een (onvolledige) chronologische lijst van beelden in Vlissingen. Onder een beeld wordt hier verstaan elk driedimensionaal kunstwerk in de openbare ruimte van de Nederlandse gemeente Vlissingen, waarbij beeld wordt gebruikt als verzamelbegrip voor sculpturen, standbeelden, installaties, gedenktekens en overige beeldhouwwerken.
Voor een volledig overzicht van de beschikbare afbeeldingen zie: Beelden in Vlissingen op Wikimedia Commons.
| Geplaatst  | Omschrijving                                                                                              | Kunstenaar                          | Straat                                                   | Plaats       | Materiaal                | Afbeelding |
| ---------- | --- | ----------------------------------- | -------------------------------------------------------- | ------------ | ------------------------ | ---------- |
| 1730(±)    | Poseidon geflankeerd door Afrika, Europa, Azië en Amerika                                                 | Jan Pieter van Baurscheidt de Jonge | Hendrikstraat                                            | Vlissingen   |                          |            |
| 1841       | Standbeeld Michiel de Ruyter                                                                              | Louis Royer                         | Boulevard De Ruyter                                      | Vlissingen   | gietijzer                |            |
| 1872       | Marnix van St. Aldegonde                                                                                  |                                     | Marnixplein                                              | West-Souburg |                          |            |
| 1884       | Monument voor Betje Wolff en Aagje Deken                                                                  | G.F. den Hollander                  | Bellamypark                                              | Vlissingen   | brons                    |            |
| 1890       | Jacob Hobein                                                                                              | J.P.F van Rossem en W.J. Vuijk      | Julianapark                                              | Vlissingen   | zandsteen                |            |
| 1912       | Pieter Louwerse                                                                                           | Pieter Puijpe                       | Oranjeplein                                              | Oost-Souburg |                          |            |
| 1919       | Frans Naerebout                                                                                           | Gerard van Lom                      | Boulevard / Coosje Buskenstraat                          | Vlissingen   | zandsteen                |            |
| 1938       | Prins Hendrik                                                                                             | Henk Etienne                        | Maritiem Instituut De Ruyter                             | Vlissingen   | hardsteen                |            |
| 1950       | Vrouwenfiguur met een gevleugeld wiel en een paard                                                        | Jo Uiterwaal                        | Stationsplein, aan de gevel van het station              | Vlissingen   |                          |            |
| 1950       | Vrouwenfiguur met een hoorn des overvloeds en een vis                                                     | Jo Uiterwaal                        | Stationsplein, aan de gevel van het station              | Vlissingen   |                          |            |
| 1950       | Vrouwenfiguur met een korenschoof en paarden, naast een mannenfiguur met een ploeg en een gevleugeld wiel | Jo Uiterwaal                        | Stationsplein, aan de gevel van het station              | Vlissingen   |                          |            |
| 1952       | Frans Naerebout                                                                                           | Philip ten Klooster                 | Boulevard De Ruyter                                      | Vlissingen   | brons                    |            |
| 1952       | Nationaal Monument voor de 4e Commando Brigade                                                            | Titus Leeser                        | Commandoweg                                              | Vlissingen   | brons                    |            |
| 1957       | Beeld ter herinnering aan de elektrificatie                                                               | Philip ten Klooster                 | Stationshal in Station Vlissingen                        | Vlissingen   | brons                    |            |
| 1964       | Jong en oud                                                                                               | Liesbeth Messer-Heijbroek           | Pres. Rooseveltlaan                                      | Vlissingen   |                          |            |
| 1968       | Koopvaardijmonument                                                                                       | Wessel Couzijn                      | Boulevard Evertsen                                       | Vlissingen   | RVS                      |            |
| 1975       | Het Windorgel                                                                                             | Mass & Individual Moving            | Nolledijk, boven op de Nollebunker                       | Vlissingen   | bamboe                   |            |
| 1979       | Zuil | Cyril Lixenberg                     | Koudekerkseweg                                           | Vlissingen   |                          |            |
| 1980       | Drie vrouwen                                                                                              | Jean Houben                         | Coosje Buskenstraat / Spuistraat                         | Vlissingen   | brons                    | 3meisjes   |
| 1982       | Emmaüsgangers                                                                                             | Jan Haas                            | President Rooseveltlaan / Burgemeester van Woelderenlaan | Vlissingen   | brons                    |            |
| 1983       | Huiselijk Tafereel (twee vrouwen)                                                                         | Jan Haas                            | Koudekerkseweg                                           | Vlissingen   | brons                    |            |
| 1983       | Briefwisseling Aagje Deken en Betje Wolff                                                                 | Jan Haas                            | Nieuwendijk                                              | Vlissingen   | staal                    |            |
| 1984       | Het Paar (op de hoge stoelen)                                                                             | Jan Haas                            | Burgemeester van Woelderenlaan                           | Vlissingen   | brons                    |            |
| 1984       | De Bruid                                                                                                  | Herman Bisschop (kunstenaar)        | Oranjedijk (Oranjebolwerk)                               | Vlissingen   | brons                    |            |
| 1984       | Open Zuil                                                                                                 | André Volten                        | Boulevard / Coosje Buskenstraat                          | Vlissingen   | Roestvast staal          |            |
| 1984/ 2014 | A | Antoine Mes                         | Oostsouburgseweg                                         | Vlissingen   |                          |            |
| 1985       | Mens en weer                                                                                              | Herman Bisschop (kunstenaar)        | Bellamypark                                              | Vlissingen   | brons                    |            |
| 1985       | Man met sigaret                                                                                           | Herman Bisschop (kunstenaar)        | Boulevard Evertsen                                       | Vlissingen   | brons                    |            |
| 1987       | Nationaal milieumonument                                                                                  | Lidy Hoewaer                        | Oranjedijk                                               | Vlissingen   | kunststof en steen       |            |
| 1989       | Steen met sleutel                                                                                         | Jan Haas                            | Hoek Julianalaan / Badhuisstraat                         | Vlissingen   | graniet, staal           |            |
| 1990       | Blikje (zeevaartschoolstudent)                                                                            | Jan Haas                            | Boulevard Bankert, voor de Zeevaartschool                | Vlissingen   | brons                    |            |
| 1990       | Inundatiemonument                                                                                         | Steef Roothaan                      | zeedijk                                                  | Ritthem      | beton                    |            |
| 1990       | Inundatiemonument                                                                                         | Mari Boeyen                         |                                                          | Vlissingen   |                          |            |
| 1992       | Eos | David van de Kop                    | Koudekerkseweg (Ziekenhuis Walcheren)                    | Vlissingen   |                          |            |
| 1992       | Monument voor renovatie binnenstad                                                                        | Jan Haas                            | Spuistraat                                               | Vlissingen   | brons                    |            |
| 1992       | Windvaan                                                                                                  | Hedda Willem Buys                   | Scheldeplein                                             | Vlissingen   |                          |            |
| 1993       | Waakzaam-Vriendschap                                                                                      | Eric Brandts                        | Boulevard Bankert, voor de Zeevaartschool                | Oost-Souburg | staal                    |            |
| 1993       | Paddeltje                                                                                                 | Greetje Kuizenga                    | Arsenaalplein                                            | Vlissingen   |                          |            |
| 1994       | Melkmeisje (de legende van het Ronde Putje)                                                               | Jan Haas                            | Middelburgsestraat                                       | Oost-Souburg | brons                    |            |
| 1994       | Mirror | Arie Berkulin                       | Koudekerkseweg                                           | Vlissingen   |                          |            |
| 1997       | Familia Beata                                                                                             | Bob Pingen                          | Sloeweg/Dreesstraat                                      | Vlissingen   |                          |            |
| 1997       | Groeistructuren                                                                                           | Kees de Keizer                      | Brouwenaarstraat (voorzijde Theo van Doesburgcentrum)    | Vlissingen   | staal                    |            |
| 2003       | Blue Swallow Las Vegas                                                                                    | Martin Riebeek                      | Bloemenlaan                                              | Vlissingen   | neon etc.                |            |
| 2003       | Metamorfose(krokodil)                                                                                     | Wies de Bles                        | Bastionpad                                               | Oost-Souburg |                          |            |
| 2004       | Badende beelden                                                                                           | David Bade                          | Stadhuisplein                                            | Vlissingen   | polyester                |            |
| 2004       | Symbiose                                                                                                  | Wies de Bles                        | Bastion                                                  | Oost-Souburg | brons                    |            |
| 2005       | Jantje Beton Sprankelplek                                                                                 | Jos Spanbroek                       | Bloemenlaan                                              | Vlissingen   | RVS                      |            |
| 2006       | Levensboom                                                                                                | Marte Röling                        | Boulevard Evertsen                                       | Vlissingen   |                          |            |
| 2008       | Haal ik de Zee                                                                                            | Frans van Dixhoorn                  | Spuistraat (parkeergarage De Fonteyne)                   | Vlissingen   | beton                    |            |
| 2009       | Floor Wibaut (1859-1936), hervormer volkshuisvesting                                                      | Jan Haas                            | Vierwindenplein                                          | Vlissingen   | brons                    |            |
| 2013       | Maayken Jans Evertsen                                                                                     | Jan Haas                            | Boulevard Bankert                                        | Vlissingen   | brons                    |            |
| 2014       | Dichter van het park                                                                                      | Berry Holslag                       | Bellamypark                                              | Vlissingen   | keramiek/cortenstaal     |            |
| 2014       | Feestbeest                                                                                                | MissMoza (Anke Elsen)               | Nieuw Bonedijkelaan                                      | Vlissingen   | mozaïek                  |            |
| 2014       | Spartel de Badeend                                                                                        | MissMoza (Anke Elsen)               | Nieuw Bonedijkelaan                                      | Vlissingen   | mozaïek                  |            |
| 2014       | twisted hypercube                                                                                         | Denz de Kroon                       | Kunstpark Vlissingen                                     | Vlissingen   |                          |            |
| 2015       | Een (on)bewust verlangen                                                                                  | Hans Bommeljé                       | Govert Flincklaan 53, bovenop kantoor DGA                | Vlissingen   |                          |            |
| 2016       | in het diepst van mijn gedachten                                                                          | Teja van Hoften & Kees van de Ven   | Kunstpark Vlissingen                                     | Vlissingen   | staal                    |            |
| 2017       | Rustpunt Vlissingen                                                                                       | Maree Blok & Bas Lugthart           | Kunstpark Vlissingen                                     | Vlissingen   |                          |            |
| 2018       | Netwerk                                                                                                   | Guy Timmerman                       | Kunstpark Vlissingen                                     | Vlissingen   | 2-Componenten kneedepoxy |            |
|            | Icarus | Jan Haas                            | Vlissingsestraat (Verpleeghuis Vliedberg)                | Koudekerke   | brons                    |            |
|            | Kubol | J.Mulder                            | Koudekerkseweg                                           | Vlissingen   |                          |            |